# Сухоярівка
Сухоя́рівка — село в Україні, у Прилуцькому районі Чернігівської області. Населення становить 76 осіб. Входить до складу Сухополов'янської сільської громади.

## Історія
Найдавніше знаходження на мапах 1812 рік як Сухоярівський
У 1862 році на хуторі володарському Сухоярівському було 17 дворів, де жило 124 особи
На мапі Шуберта 1869 року місце сучасного села позначене як хутір Климачів на 17 хат. Хутір Сухий Ярок розташовувся за 3 км на північний захід. Нині не існує.
1900 року - Сухоярівський хутір (Климачі) - 35 дворів, 203 мешканця.
У 1911 році на хуторі Сухоярівському була школа грамоти та жило 199 осіб
До 2019 року орган місцевого самоврядування — Малківська сільська рада.

## Населення

### Мова
Розподіл населення за рідною мовою за даними перепису 2001 року:
| Мова       | Кількість | Відсоток |
| ---------- | --------- | -------- |
| українська | 70        | 92.11%   |
| російська  | 5         | 6.57%    |
| білоруська | 1         | 1.32%    |
| Усього     | 76        | 100%     |